# 1382
Il 1382 (MCCCLXXXII in numeri romani) è un anno  del XIV secolo.

## Eventi
- A Londra gruppi di contadini protestano e saccheggiano la città a causa della povertà in cui sono ridotti.
- 9 agosto - Trieste chiede la protezione del duca d'Austria.
- 30 settembre - Accettazione della dedizione di Trieste all'Austria.
- 27 novembre - Battaglia di Roosebeke: Scontro tra l'esercito fiammingo della coalizione di città capitanate dal condottiero e patriota Philip van Artevelde e l'esercito francese di Luigi II di Fiandra.

## Nati
- 23 gennaio - Richard de Beauchamp, XIII conte di Warwick, militare e politico inglese († 1439)
- 19 marzo - Luca degli Albizi, politico e mercante italiano († 1458)
- 24 dicembre - Louis d'Harcourt, arcivescovo cattolico francese († 1422)
- Niccolò d'Acciapaccio, cardinale e arcivescovo cattolico italiano († 1447)
- Felice Brancacci, politico italiano
- Giovanni Buccelleni, vescovo cattolico italiano († 1472)
- Federico IV d'Asburgo, nobile († 1439)
- Giovanni I di Foix, nobile († 1436)
- Guglielmo di Jülich, nobile tedesco († 1428)
- Lope de Barrientos, vescovo cattolico spagnolo († 1469)
- Maria di Lusignano, sovrana italiana († 1404)
- Giovanni I di Monaco, monegasco († 1454)
- Giunta di Tugio, ceramista italiano († 1450)

## Morti
- 3 gennaio - Marco Visconti di Parma (n. 1353)
- 5 gennaio - Filippa Plantageneta, contessa britannica (n. 1355)
- 17 gennaio - Isabella di Baviera, nobile tedesca (n. 1361)
- 23 gennaio - Nicolas de Saint-Saturnin, cardinale francese
- 15 febbraio - William de Ufford, II conte di Suffolk, nobile britannico
- 10 marzo - Caterina Visconti, nobildonna italiana (n. 1342)
- 29 aprile - Cunegonda di Orlamünde, religiosa tedesca (n. 1303)
- 9 maggio - Margherita I di Borgogna, contessa (n. 1309)
- 5 giugno - Andrea Contarini, doge
- 11 luglio - Nicola d'Oresme, matematico, fisico e astronomo francese (n. 1323)
- 27 luglio - Giovanna I di Napoli, regina
- 13 agosto - Eleonora d'Aragona, regina (n. 1358)
- 15 agosto - Kęstutis, sovrano lituano
- 15 agosto - Rainolfo de Monteruc, cardinale francese (n. 1351)
- 10 settembre - Luigi I d'Ungheria, re ungherese (n. 1326)
- 13 ottobre - Pietro II di Cipro, re (n. 1357)
- 16 ottobre - Michele Morosini, doge (n. 1308)
- 4 novembre - John Lyon, lord di Glamis, politico e nobile scozzese
- 27 novembre - Philip van Artevelde, politico fiammingo
- Bernardo II di Werle, principe
- Birutė, nobile lituana
- Giovanni Antonio Caldora, nobile e condottiero italiano
- Federico Corner, imprenditore, politico e diplomatico italiano
- Ludovico I Gonzaga (n. 1334)
- Guglielmo Veneziano, pittore italiano (n. 1353)
- Winrich von Kniprode (n. 1310)
- Centurione I Zaccaria, nobile (n. 1336)
- Roberto d'Oderisio, pittore italiano
- Luigi Antonio della Ratta, nobile italiano
- Aimerico VI di Narbona, nobile francese

## Calendario
| Calendario 1382 | Calendario 1382 | Calendario 1382 | Calendario 1382 | Calendario 1382 | Calendario 1382 | Calendario 1382 | Calendario 1382 | Calendario 1382 | Calendario 1382 | Calendario 1382 | Calendario 1382 | Calendario 1382 | Calendario 1382 | Calendario 1382 | Calendario 1382 | Calendario 1382 | Calendario 1382 | Calendario 1382 | Calendario 1382 | Calendario 1382 | Calendario 1382 | Calendario 1382 | Calendario 1382 | Calendario 1382 | Calendario 1382 | Calendario 1382 | Calendario 1382 | Calendario 1382 | Calendario 1382 | Calendario 1382 | Calendario 1382 | Calendario 1382 |
| --------------- | --------------- | --------------- | --------------- | --------------- | --------------- | --------------- | --------------- | --------------- | --------------- | --------------- | --------------- | --------------- | --------------- | --------------- | --------------- | --------------- | --------------- | --------------- | --------------- | --------------- | --------------- | --------------- | --------------- | --------------- | --------------- | --------------- | --------------- | --------------- | --------------- | --------------- | --------------- | --------------- |
|                 | 1               | 2               | 3               | 4               | 5               | 6               | 7               | 8               | 9               | 10              | 11              | 12              | 13              | 14              | 15              | 16              | 17              | 18              | 19              | 20              | 21              | 22              | 23              | 24              | 25              | 26              | 27              | 28              | 29              | 30              | 31              |                 |
| Gennaio         | Me              | Gi              | Ve              | Sa              | Do              | Lu              | Ma              | Me              | Gi              | Ve              | Sa              | Do              | Lu              | Ma              | Me              | Gi              | Ve              | Sa              | Do              | Lu              | Ma              | Me              | Gi              | Ve              | Sa              | Do              | Lu              | Ma              | Me              | Gi              | Ve              |                 |
| Febbraio        | Sa              | Do              | Lu              | Ma              | Me              | Gi              | Ve              | Sa              | Do              | Lu              | Ma              | Me              | Gi              | Ve              | Sa              | Do              | Lu              | Ma              | Me              | Gi              | Ve              | Sa              | Do              | Lu              | Ma              | Me              | Gi              | Ve              |                 |                 |                 |                 |
| Marzo           | Sa              | Do              | Lu              | Ma              | Me              | Gi              | Ve              | Sa              | Do              | Lu              | Ma              | Me              | Gi              | Ve              | Sa              | Do              | Lu              | Ma              | Me              | Gi              | Ve              | Sa              | Do              | Lu              | Ma              | Me              | Gi              | Ve              | Sa              | Do              | Lu              |                 |
| Aprile          | Ma              | Me              | Gi              | Ve              | Sa              | Do              | Lu              | Ma              | Me              | Gi              | Ve              | Sa              | Do              | Lu              | Ma              | Me              | Gi              | Ve              | Sa              | Do              | Lu              | Ma              | Me              | Gi              | Ve              | Sa              | Do              | Lu              | Ma              | Me              |                 |                 |
| Maggio          | Gi              | Ve              | Sa              | Do              | Lu              | Ma              | Me              | Gi              | Ve              | Sa              | Do              | Lu              | Ma              | Me              | Gi              | Ve              | Sa              | Do              | Lu              | Ma              | Me              | Gi              | Ve              | Sa              | Do              | Lu              | Ma              | Me              | Gi              | Ve              | Sa              |                 |
| Giugno          | Do              | Lu              | Ma              | Me              | Gi              | Ve              | Sa              | Do              | Lu              | Ma              | Me              | Gi              | Ve              | Sa              | Do              | Lu              | Ma              | Me              | Gi              | Ve              | Sa              | Do              | Lu              | Ma              | Me              | Gi              | Ve              | Sa              | Do              | Lu              |                 |                 |
| Luglio          | Ma              | Me              | Gi              | Ve              | Sa              | Do              | Lu              | Ma              | Me              | Gi              | Ve              | Sa              | Do              | Lu              | Ma              | Me              | Gi              | Ve              | Sa              | Do              | Lu              | Ma              | Me              | Gi              | Ve              | Sa              | Do              | Lu              | Ma              | Me              | Gi              |                 |
| Agosto          | Ve              | Sa              | Do              | Lu              | Ma              | Me              | Gi              | Ve              | Sa              | Do              | Lu              | Ma              | Me              | Gi              | Ve              | Sa              | Do              | Lu              | Ma              | Me              | Gi              | Ve              | Sa              | Do              | Lu              | Ma              | Me              | Gi              | Ve              | Sa              | Do              |                 |
| Settembre       | Lu              | Ma              | Me              | Gi              | Ve              | Sa              | Do              | Lu              | Ma              | Me              | Gi              | Ve              | Sa              | Do              | Lu              | Ma              | Me              | Gi              | Ve              | Sa              | Do              | Lu              | Ma              | Me              | Gi              | Ve              | Sa              | Do              | Lu              | Ma              |                 |                 |
| Ottobre         | Me              | Gi              | Ve              | Sa              | Do              | Lu              | Ma              | Me              | Gi              | Ve              | Sa              | Do              | Lu              | Ma              | Me              | Gi              | Ve              | Sa              | Do              | Lu              | Ma              | Me              | Gi              | Ve              | Sa              | Do              | Lu              | Ma              | Me              | Gi              | Ve              |                 |
| Novembre        | Sa              | Do              | Lu              | Ma              | Me              | Gi              | Ve              | Sa              | Do              | Lu              | Ma              | Me              | Gi              | Ve              | Sa              | Do              | Lu              | Ma              | Me              | Gi              | Ve              | Sa              | Do              | Lu              | Ma              | Me              | Gi              | Ve              | Sa              | Do              |                 |                 |
| Dicembre        | Lu              | Ma              | Me              | Gi              | Ve              | Sa              | Do              | Lu              | Ma              | Me              | Gi              | Ve              | Sa              | Do              | Lu              | Ma              | Me              | Gi              | Ve              | Sa              | Do              | Lu              | Ma              | Me              | Gi              | Ve              | Sa              | Do              | Lu              | Ma              | Me              |                 |